# 拉錫克勒峰
45°45′17″N 06°41′12″E / 45.75472°N 6.68667°E
拉錫克勒峰（法語：Tête de la Cicle），是法國的山峰，位於該國東南部，由奧文尼-隆-阿爾卑斯大區負責管轄，屬於博福爾坦山的一部分，該山峰海拔高度2,552米。